# Джонатан Тайєб
Джонатан Тайє́б (фр. Jonathan Taieb; нар. 6 серпня 1986,Франція) — французький кінорежисер, сценарист, оператор та продюсер.

## Біографія
Джонатан Тайєб народився 6 серпня 1986 у Франції. Кінематографічну кар'єру почав кількома проєктами у регіоні Прованс як оператор, асистент режисера, декоратор тощо. Свій перший короткометражний художній фільм, «Життя звіра» (Vivre La bête), зняв у 19-річному віці. У 21 рік переїхав до Парижа, де три роки працював над своїм першим повнометражним фільмом «Світ повинен зв'язатися зі мною», який з успіхом показали на низці кінофестивалів та який вийшов на екрани французьких кінотеатрів восени 2013 року.
У грудні 2013 року за 11 днів таємно зняв у Харкові (Україна) свій другий повнометражний малобюджетний художній фільм «Stand» («Протистояння»), присвячений темі гомофобного насильства в Росії. 2014 року стрічку було представлено на низці кінофестивалів, зокрема у міжнародному конкурсі «Sunny Bunny» 44-го Міжнародного кінофестивалю «Молодість» у Києві.

## Фільмографія
| Рік  | Назва                           | Оригінальна назва           | Примітки                               |
| ---- | ------------------------------- | --------------------------- | -------------------------------------- |
| 2008 |                                 | Tu seras un clown, mon fils | короткометражний                       |
| 2010 | Артур, мій герой                | Arthur, mon héros           | короткометражний                       |
| 2012 | Світ повинен зв'язатися зі мною | Le Monde Doit M’Arriver?    | режисер, сценарист, продюсер, оператор |
| 2014 | Протистояння                    | Stand                       | режисер, сценарист, продюсер           |

## Визнання
| Нагороди та номінації Джонатана Тайєба | Нагороди та номінації Джонатана Тайєба                       | Нагороди та номінації Джонатана Тайєба     | Нагороди та номінації Джонатана Тайєба | Нагороди та номінації Джонатана Тайєба | Нагороди та номінації Джонатана Тайєба |
| Рік                                    | Нагорода                                                     | Категорія                                  | Фільм                                  | Результат                              |                                        |
| -------------------------------------- | ------------------------------------------------------------ | ------------------------------------------ | -------------------------------------- | -------------------------------------- | -------------------------------------- |
| 2013                                   | Кіпрський міжнародний кінофестиваль                          | Приз Золота Афродіта за найкращий сценарій | Світ повинен зв'язатися зі мною        | Перемога                               |                                        |
| 2013                                   | Кінопремія Гонолулу (США)                                    | Найкращий художній фільм                   | Світ повинен зв'язатися зі мною        | Перемога                               |                                        |
| 2014                                   | Міжнародний ЛГБТ-кінофестиваль у Сан-Франциско               | Приз глядацьких симпатій                   | Протистояння                           | Номінація                              |                                        |
| 2014                                   | Міжнародний кінофестиваль гей-кіно Serile Filmului (Румунія) | Найкращий художній фільм                   | Протистояння                           | Перемога                               |                                        |
| 2014                                   | Міжнародний кінофестиваль «Молодість»                        | Приз Sunny Bunny                           | Протистояння                           | Номінація                              |                                        |